# Johann Gorges
Johann Gorges (* 1. Dezember 1900 in Fell; † 18. Juli 1971 in Trier) war ein deutscher SS-Unterscharführer, der bei den Krematorien im KZ Auschwitz-Birkenau eingesetzt war. In dieser Funktion war er tief in den Holocaust verstrickt.

## Leben
Nach dem Besuch der Volksschule bestritt Gorges seinen Lebensunterhalt als Bauhilfsarbeiter. Zum 1. Mai 1933 trat er der NSDAP bei (Mitgliedsnummer 2.283.990) und schloss sich im selben Jahr der Allgemeinen SS an. Von September 1938 bis April 1941 war er bei der Organisation Todt tätig.
Während des Zweiten Weltkrieges gehörte Gorges ab April 1941 der Waffen-SS an und war ab diesem Zeitpunkt bei der Wachmannschaft des KZ Auschwitz eingesetzt. Im Herbst 1942 war er im Zuge der Sonderaktion 1005 an der Enterdung von Massengräbern in Birkenau beteiligt, wo insbesondere Opfer der Gaskammermorde verscharrt worden waren. Ein Häftlingskommando grub die Leichen aus, die anschließend verbrannt wurden. In einer Nachkriegsaussage berichtete Gorges, dass er während der Aktion als Wachposten eingesetzt worden sei. Zum Verbleib der menschlichen Asche gab er an, dass diese „entweder als Düngemittel verwandt oder in die Weichsel verschüttet“ worden wäre.
Ab Juli 1943 leitete er im Vernichtungslager Auschwitz-Birkenau das Krematorium IV. Am 23. September 1944 selektierte er mit einem weiteren SS-Führer etwa 200 Häftlinge der Sonderkommandos, die anschließend ermordet wurden. Den selektierten Häftlingen war vorgegaukelt worden, dass sie in das KZ-Außenlager Gleiwitz zur Zwangsarbeit verbracht werden sollten. Stattdessen wurden die getäuschten Häftlinge im Stammlager des KZ Auschwitz vergast und die Leichen der Ermordeten durch SS-Männer verbrannt, um den Mord vor den verbliebenen Häftlingen der Sonderkommandos zu verheimlichen. Da jedoch am folgenden Tag Häftlinge des Sonderkommandos Überreste ihrer verbrannten Kameraden in den Öfen der Krematorien fanden, wurde für die nächste Selektion ein Aufstand des Sonderkommandos beschlossen. Als am 7. Oktober 1944 zur Mittagszeit Gorges begleitet von zwanzig bewaffneten SS-Männern die Häftlinge des Sonderkommandos zum Appell rief, sollten erneut aus dieser Gruppe Häftlinge angeblich zur Trümmerräumung in einer benachbarten Stadt selektiert werden. Zu diesem Zeitpunkt begann der Aufstand des Sonderkommandos, der durch die Lager-SS in den folgenden Stunden blutig niedergeschlagen wurde.
Gorges wurde 1944 zum SS-Unterscharführer befördert. Laut dem Überlebenden des Sonderkommandos Filip Müller veranstaltete er aus diesem Anlass im Krematorium mit SS-Kumpanen ein Gelage: „Einer von ihnen hatte seine Ziehharmonika mitgebracht. Immer wieder erklangen die Lili Marleen und die Rosamunde.“
Im Januar 1945 war er Leiter des Gasbunkers V, der als einziger noch betriebsfähig war. Nach der kriegsbedingten Räumung des KZ Auschwitz verblieb er mit einem Kommando in Auschwitz-Birkenau zurück, das kurz vor dem Eintreffen der Roten Armee die bereits entkernten Krematorien zur Spurenverwischung sprengte. Am 26. Januar 1945 verließ das Sprengkommando Auschwitz-Birkenau.
Nach der Räumung des KZ Auschwitz war Gorges noch im KZ Buchenwald und zuletzt im KZ Mauthausen eingesetzt. Im Außenlager Gusen des KZ Mauthausen erkannte Gorges Filip Müller wieder, einen ehemaligen  Angehörigen des Sonderkommandos aus Auschwitz-Birkenau. Gorges verriet Müller nicht an die Lagergestapo, obwohl diese noch lebende Angehörige des Sonderkommandos als zu liquidierende Geheimnisträger suchte.
Nach Kriegsende war er als Arbeiter und Fuhrmann tätig. Anfang der 1960er Jahre hatte er seinen Wohnsitz am Geburtsort. Zufällig wurde Gorges 1961 von Müller auf einem Parkplatz einer Autobahnraststätte wiedererkannt. Müller zeigte Gorges an, gegen den ein Ermittlungsverfahren eingeleitet wurde. Gorges wurde 1962 vernommen, blieb bis zu seinem Lebensende aber juristisch nahezu unbehelligt. Im Rahmen des ersten Frankfurter Auschwitzprozesses wurden seine Aussagen verwandt.